# Anna Katharina Schönkopf

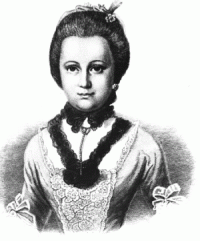
Käthchen Schönkopf

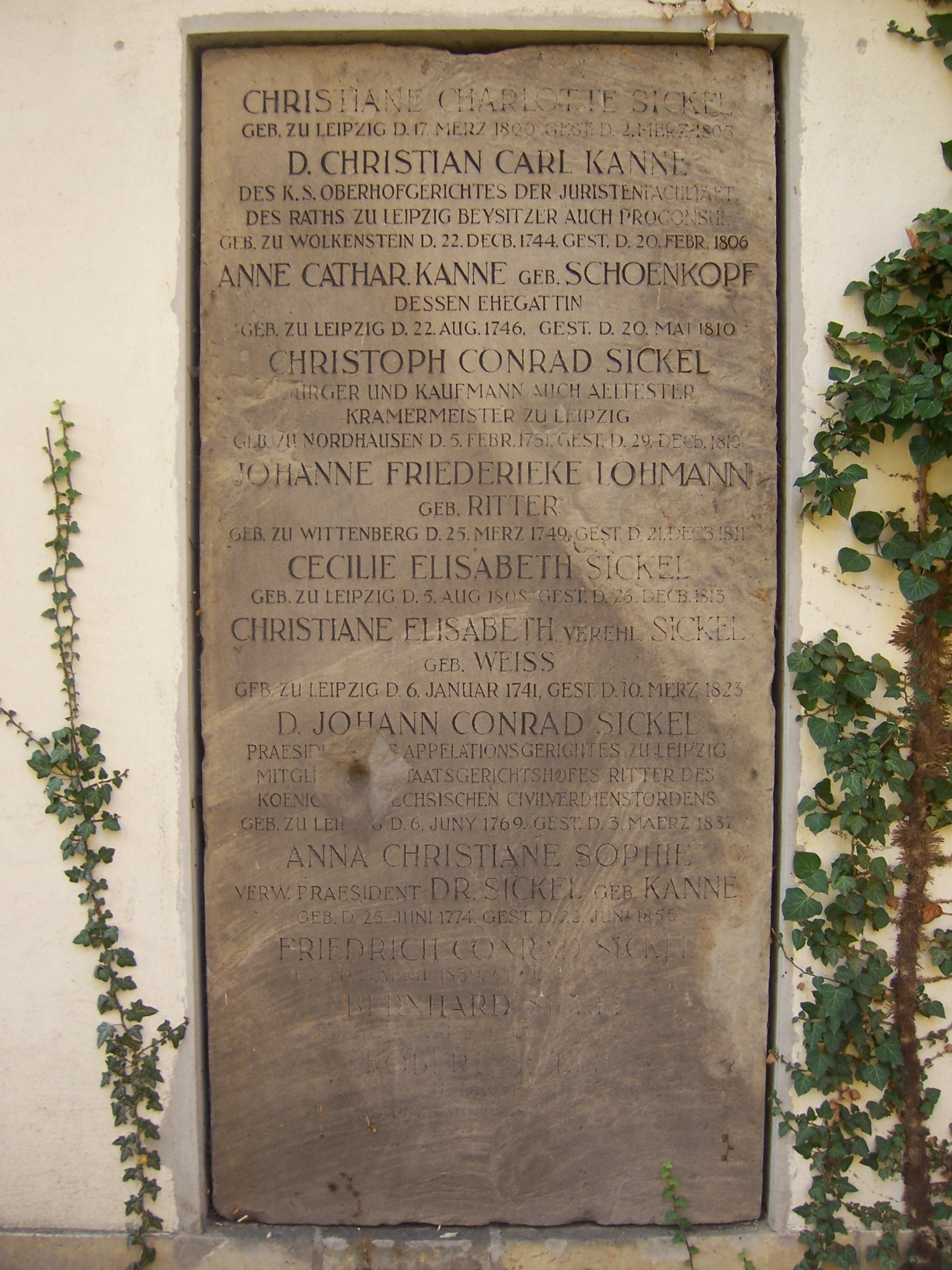
Grabplatte Anna Katharina Schönkopf, verehel. Kanne auf dem Alten Johannisfriedhof in Leipzig

Anna Katharina Schönkopf (auch „Käthchen“ und „Annette“ genannt; geboren 22. August 1746 in Leipzig; gestorben 20. Mai 1810 ebenda) war die Tochter des Zinngießers und Weinhändlers Christian Gottlieb Schönkopf (1716–1791) und von dessen Frau Katharina Sibylla geb. Hauck (1714–1790), in deren Gasthof der junge Johann Wolfgang Goethe während seiner Leipziger Studienzeit den Mittagstisch nahm.

## Die Gestalt Käthchens in Goethes Leben
Goethe verliebte sich sehr in die Wirtstochter, als er sie 1766 kennenlernte. In seiner Autobiografie zeichnet er sie als eine kleine Heilige sowie als jung, hübsch, munter, liebevoll, sittsam und wert, geehrt zu werden. Da sie drei Jahre älter als er und vermutlich schon um einiges reifer war, scheint sie anfangs eher reserviert und zurückhaltend reagiert zu haben. Darüber hinaus war ihr wohl klar, dass eine Beziehung zwischen dem Sohn eines promovierten Juristen und Kaiserlichen Rats und der Tochter eines Zinngießers nicht als standesgemäß gelten konnte, was auch Goethe bewusst war.
Goethes Vertrauter in der Beziehung zu Käthchen war der zehn Jahre ältere Ernst Wolfgang Behrisch, Hofmeister des Grafen Lindenau und Fachmann in allen Fragen des eleganten und galanten Lebens und der Poesie.
Goethe wurde durch seine Liebe zur Produktion verspielter Lyrik im Stile des Rokoko angeregt. Dazu gehören die von Behrisch gesammelten Annettenlieder, darunter das berühmte Lied Annette an ihren Geliebten:
Ich sah wie Doris bey Damöten stand,
Er nahm sie zärtlich bey der Hand;
Lang sahen sie einander an;
Und sahn sich um, ob nicht die Aeltern wachen,
Und da sie niemand sahn,
Geschwind – Genug sie machtens, wie wirs machen.
Als Goethe Käthchen nach „schrecklichen Szenen wirklich verloren“ hatte, wurde im Frühjahr 1768 das Verhältnis gelöst, das – wegen Goethes extremer Eifersucht auf echte oder vermeintliche Nebenbuhler – von Anfang an recht problematisch gewesen war. Goethe kurierte sich von den durchgemachten Erschütternissen durch das Schäferspiel Die Laune des Verliebten, in dem ein eifersüchtiger Liebhaber geheilt wird, als er erkennt, dass auch er untreu sein kann.
Auch nach dem Ende des Verhältnisses richtete Goethe noch einige Zeit – durchaus galante – Briefe an Käthchen, so am 1. November 1768:

„(...) Ich dancke Ihnen für eine so unerwartet schnelle Antwort, und bitte Sie auch inskünftige, in angenehmen muntern Stunden an mich zu dencken, und wenn es seyn kann an mich zu schreiben; Ihre Lebhafftigkeit, Ihre Munterkeit, Ihren Witz zu sehen, ist mir eine der grössten Freuden, er mag so leichtfertig, so bitter seyn als er will. (...)“

Anna Katharina heiratete 1770 den Juristen Christian Karl Kanne, der später Vizebürgermeister von Leipzig wurde. Goethe besuchte sein erstes Mädgen 1776 nach seinem Wechsel nach Weimar noch einmal in Leipzig.
Käthchen wirkte, wie andere Frauen, mit ihrer sanfteren Natur ausgleichend auf das ungeheure Temperament des jungen Goethe. Sie erschien ihm als reizend-vollkommen und befreite ihn dadurch aus seinem jugendlichen Skeptizismus. Die Erfülltheit, die sie für ihn heraufbrachte, stieß ihn bereits auf „das tragische Grundproblem“ (Emil Ludwig) seines Lebens: Was hilft es mir, dass ich genieße?